# Aesthetic Demos
Aesthetic Demos es el segundo demo de la banda From First To Last, también bajo el nombre First Too Last. Las canciones fueron escritas principalmente por el baterista Greg Taylor, que junto con la banda hicieron todos los temas. Luego de la grabación Greg Taylor se fue de la banda y Derek Bloom lo reemplazó. Aun no estaba Phillip Reardon como vocalista, así que el demo fue cantado por Matt Good junto con coros de la banda y Screams de Travis Richter.

## Lista de canciones
| N.º | Título                       | Duración |  |
| 1.  | «Such A Tragedy» (Demo)      | 3:46     |  |
| 2.  | «For The Taking» (Demo)      | 4:42     |  |
| 3.  | «Regrets And Romance» (Demo) | 5:45     |  |
| 4.  | «Ultimatum For Egos» (Demo)  | 3:27     |  |

Duración Total - 17:40